# Salomongrodmun
Salomongrodmun är en fågelart i familjen grodmunnar, endemisk för Salomonöarna. Den beskrevs redan 1901, men erkändes inte som en distinkt art förrän 2007.
Länge betraktades arten som en underart till marmorgrodmunnen (Podargus ocellatus). Detta förändrades efter en expedition 1998 till Santa Isabel Island i Salomonöarna då ornitologerna David Steadman och Andrew Kratter från Florida Museum of Natural History fångade, tillsammans med jägare från öns lokalbefolkning, en invidivid av arten. Studier av denna individ påvisade stora skillnader från andra besläktade grodmunsarter vilket föranledde forskarna att inte bara behandla den som en egen art utan även placera den i det egna släktet Rigidipenna. David Steadman sa vid ett senare tillfälle: "Den här upptäckten understryker att fåglar på fjärran Stillahavsöar fortfarande är dåligt kända, vetenskapligt sett.
Arten skiljer sig på flera sätt ifrån andra grodmunnar. Exempelvis har den enbart åtta stjärtfjädrar istället för de tio eller tolv som de andra arterna har och dess fjädrar är också grövre. Den har också strimmiga handpennor och stjärtpennor, stora ljusa fläckar och utpräglade vita prickar.
IUCN kategoriserar arten som nära hotad.